# كامان للطائرات
كامان للطائرات هي شركة طيران أمريكية، ومقرها في بلومفيلد، كونيتيكت تأسست في عام 1945 من قبل تشارلز كامان.خلال السنوات العشر الأولى عملت الشركة كمصمم ومصنع لطائرات الهليكوبتر التي حققت العديد من الأرقام القياسية العالمية، وحققت العديد من عمليات الطيران الأولى.
في عام 1956، ظهرت كامان باعتبارها المتعاقد الثانوي لتجهيز المعدات الجوية لشركة ماكدونل دوغلاس، غرومان وأخرى ات، استخدمت الشركة الخبرة التي اكتسبتها في المواد المركبة لتصنيع مراوح جديدة وبذلك انتهت الحاجة إلى العمال الماهرين الذين احتاجتهم الشركة في السابق لنحت المراوح الخشبية. في منتصف الستينات خرجت الشركة إلى خارج مجال الطيران، تشارلز كامان، مؤسس الشركة وعازف الجيتار وكذلك رائد الفضاء، عمل مع المهندسين في شركته وغيرهم من الموسيقيين لابتكار الإيتار المركب guitarOvation Guitar Company [الإنجليزية]، والذي أحدث ثورة في صناعة الإيتار وأدى إلى إنشاء شركة موسيقى كامان وهي موزع مستقل للآلات الموسيقية والإكسسوارات، ومنتج رئيسي للقيثارات وقطع الغيار والاكسسوارات الإيتار.

## الخط الزمني
- ديسمبر 1945 : مع 2,000 دولار واختراعه من مضاعفات السيطرة على المراوح، تشارلز كامان ذو الـ 26 عاما يؤسس الشركة
- 15يناير 1947 : كي - 125—أول طائرة كمان.
- تموز يوليو 1949 : كي - 225—نسخة محسنة من كي - 125 ؛ البحرية الأمريكية تشتري اثنين من هذا الطرز وطائرة واحدة لخفر السواحل بلغت الكلفة 25,000 دولار لكل منهما. في وقت لاحق، غير اسمها إلى اتش- 22.
- ديسمبر 1951 : كي – 225 المعدلة والمجهزة بمحرك توربيني من طراز بوينغ 502 (YT50) تصبح أول طائرة هليكوبتر في العالم تعمل بالطاقة الغازية للمحرك التوربيني. تقبع هذه الطائرة الآن في متحف سميثسونيان.
- 1953 : إنتاج أول طائرة بلا طيار تعمل بالطاقة الكهربائية
- أبريل 1953 : بيعت نسخة اولية من طائرة HOK-1 لقوات المارينز الأمريكية، ثم إنتاج النموذج الذي بيع لسلاح الجو وهو H-43A Huskie.
- 1954 : إنتاج كي 16 نموذج الإقلاع العامودي.
- مارس 1954 : HTK – 1عدلت لتصبح أول مروحية في العالم تعمل بالطاقة توربينية لمحرك ثنائي.
- أيلول / سبتمبر، 1956 : إنتاج 43 Huskie – البديل لطائرة OH-43، المجهزة بمحرك توربيني من طراز تي لايكومينغ - 53.
- يوليو 1957 : تعديل طائرات QH-43 وHTK - 1 لتصبح طائرة بدون طيار.
- 1958 : إنتاج K-17 طائرة الهليكوبتر النفاثة
- 2 يوليو 1959 : إنتاج طائرة HU2K - 1؛ التي عرفت فيما بعد باسم UH-2A Seasprite
- مارس 1960 : تطوير شفرات مركبة لتحل محل الشفرات الخشبية التي كانت تستعمل في المروحة الرئيسية.
- أكتوبر 1961 : طائرة H-43 Huskie تسجل ارتفاع 10.000 متر وتحقق ارقام قياسية أخرى في التسلق العامودي.

أثناء الحربين الكورية والفيتنامية، سجلت طائرة Huskie عدد من مهمات الإنقاذ والإغاثة أكثر من جميع الطائرات الأخرى مجتمعة—مع أفضل سجل سلامة لأي طائرة عسكرية أمريكية.
- 1962 : يبدأ إنتاج طائرة UH-2A / B
- يناير 1964 : أول طيران لطائرة الجناح الثابت التجريبية المجهزة بمحرك جنرال اليكتريك J85 وأجنحة مستوحاة من الطائرة Beechcraft Queen Air. حققت الطائرة سرعة تزيد على 320 كم / ساعة
- 1965 : بدء إنتاج توماهوك عن طريق تعديلSeasprite وذلك بإضافة أجنحة ثانوية وزوجا من المدفع الرشاشة، قدمت الشركة عرضا لتصنيع مروحية مقاتلة للجيش الأمريكي ولكنها خسرته لصالح نموذج شركة بيل (بيل 209 كوبرا).
- 1967 : يتم تعديل مروحية Seasprites بإضافة محرك توربيني ثنائي.
- 1969 : البحرية الأمريكية تبدأ بتطوير النظام المتعدد الأغراض المحمول جوا (LAMPS) للحصول على مروحية لمرافقة السفن وبإمكانها الهبوط على سطح السفن.
- مايو 1973 : الطائرة SH-2F Seasprite - The LAMPS Mk I تدخل الخدمة في البحرية الأمريكية
- يوليو 1976 : تصميم وبدأ إنتاج المروحة K-747، أول مروحة مركبة منتجة خصيصا لتركيبها في طائرة مروحية من طراز كوبرا. وقد بلغ مجموع الإنتاج أكثر من 4000 مروحة.
- يناير 1991 : الفانوس السحري، النظام المضادة الألغام الجديد القائم على ليزر، وتم نشره في الخليج العربي أثناء عملية عاصفة الصحراء وكان ناجحاً للغاية في تحديد أماكن الألغام.
- فبراير 1993 : SH-2G Seasprite النسخة الجديدة من Seasprite، مع إلكترونيات الطيران الجديدة، ومحركات من شركة جنرال الكتريك من T-700، تدخل الخدمة في البحرية الأمريكية.
- أغسطس 1994 : K-1200 K-MAXطائرة ذات مراوح تعمل بصورة ترادفية متخصصة في عمليات تحميل الخارجي.
- نوفمبر 1998 : القوات الجوية المصرية تستلم أول عشر طائرات من طرازSH-2G Super Seasprite لاستخدامها في مهمات مضادة للغواصات، لتصبح أول زبون دولي يشغل هذه الطائرات.
- أغسطس 1999 : نيوزيلندا توافق على شراء SH-2G(NZ).
- يناير 2000 : بدأ عمليات الطيران التجريبية الأولى للطائرة الأسترالية SH-2G(A).
- يناير 2001 : الحكومة الأمريكية تشتري 5 من طراز K-MAX لبيرو.
- أكتوبر 2002 : نقل طائرات K-MAX العاملة في البيرو نقلها إلى الجيش الكولومبى حيث أنها ما تزال في الخدمة.
- يونيو 2008 : إعادة جميع الطائرات العاملة في البحرية الأسترالية من طراز SH-2G بسبب عدم مطابقتها للمواصفات.